# ملعب مسعود زوقار
ملعب مسعود زڤار (بالفرنسية: Stade Messaoud Zeghar)‏ هو ملعب كرة قدم، وألعاب قوى مُتعدد الاستخدمات يقع في العلمة بالجزائر، ويتسع إلى 25000 شخص.
تم إنشاء ملعب مسعود زڤار سنة 1958 ليكون الملعب الرئيسي بمدينة العلمة التابعة لولاية سطيف وتم افتتاح الملعب رسمياً سنة 1960 وهو الملعب الذي يستضيف تدريبات ومباريات فريق مولودية شباب العلمة.
تم تسمية الملعب بهذا الاسم تكريماً لـ مسعود زڤار من مواليد مدينة العلمة وأحد أبرز الشخصيات الجزائرية والذي ولد يوم (8 ديسمبر 1926 في العلمة وتوفي يوم 21 نوفمبر 1987 في مدريد).
تم تجديد الملعب في الموسم الرياضي 24/25 حيث تم تغطية كل المدرجات مع تركيب الكراسي، و كسوة الأرضية بالعشب الطبيعي ليصبح أحد أجمل الملاعب في القسم الثالث (ما بين الرابطات) في الجزائر.

## مواضيع ذات صلة
- مسعود زڤار
- العلمة (ولاية سطيف)
- مولودية شباب العلمة
- قائمة ملاعب كرة القدم في الجزائر

### وصلات خارجية
- (بالعربية) الموقع الرسمي للاتحاد الجزائري لكرة القدم